# دیوید بامبر
دیوید بامبر (انگلیسی: David Bamber؛ زادهٔ ۱۹ سپتامبر ۱۹۵۴) یک بازیگر اهل بریتانیا است. وی از سال ۱۹۸۲ میلادی تاکنون مشغول فعالیت بوده‌است.
از فیلم‌ها یا برنامه‌های تلویزیونی که وی در آن نقش داشته است، می‌توان به آرزوهای دوردست، هویت بورن، والکیری، سخنرانی پادشاه، دوشیزه پاتر، افسانه‌های واهی، به من بگوئید آقا و بوری در مقابل مک‌انرو اشاره کرد.